# Ласло Репаши
Ласло Репаши (мађ. Répási László; Будимпешта, 23. март 1966) је бивши мађарски фудбалер који је играо на позицији нападача.

## Клупска каријера
Током своје каријере освојио је једну Боршоди лигу са МТЕ Иззо Вацом и два пута је постао најбољи стрелац у лиги (са МТЕ Иззо Вац у мађарском првенству и са Перак ФА у малезијском првенству). Такође је освојио Куп Малезије са Перак ФА 1998. године.  Његова омиљена позиција за игру је била позиција нападача.

## Репрезентација
За репрезентацију Мађарске је дебитовао 1993. године и одиграо 1 утакмицу и то у Будимпешти пријатељску против селекцијеШведске.

## Остварења
- НБ I: 
  - шампион:1993/94
  - Најбољи стрелац Мађарске лиге: 1992/93. (16. голова)
- Првенство Малезије
  - Најбољи стрелац Малезиске лиге: 1997.